# 韓国の道路標識
韓国の道路標識（かんこくのどうろひょうしき）は韓国の道路標識 について説明する。

## 種類
- 注意標識 : 道路状態が危険であることや　道路またはその付近に危険物がある場合に必要な安全措置をすることができるように示す標識。
- 規制標識 : 道路交通の安全のために各種制限ㆍ禁止などの規制をする場合に示す標識。
- 指示標識 : 道路の通行方法ㆍ通行区分など道路交通の安全のために必要な指示をする場合に従うように示す標識。
- 補助標識 : 注意標識、規制標識、指示標識の主機能を補助する標識。

## 標識規格

### 交通標識
| 色名   | 色記号    | 色 | 備考                                                         |
| ------ | --------- | -- | ------------------------------------------------------------ |
| 濃い赤 | 7.5R 3/10 |    | 韓国産業標準（KS A 0062, KS M 6020）基準（許容限度△E=1以内） |
| 橙色   | 10YR 7/14 |    | 韓国産業標準（KS A 0062, KS M 6020）基準（許容限度△E=1以内） |
| 濃緑   | 2.5G 3/6  |    | 韓国産業標準（KS A 0062, KS M 6020）基準（許容限度△E=1以内） |
| 濃紺   | 7.5PB 2/2 |    | 韓国産業標準（KS A 0062, KS M 6020）基準（許容限度△E=1以内） |
| 白     | N 9.25    |    | 韓国産業標準（KS A 0062, KS M 6020）基準（許容限度△E=1以内） |
| 黒     | N 1.5     |    | 韓国産業標準（KS A 0062, KS M 6020）基準（許容限度△E=1以内） |

### 路面標識
| 色名   | 色記号    | 色 | 備考                                                            |
| ------ | --------- | -- | --------------------------------------------------------------- |
| 白     | N 9.25    |    | 許容限度△E=1以内 韓国産業標準（KS A 0062, KS M 6080）色塗料基準 |
| 橙色   | 10YR 7/14 |    | 許容限度△E=1以内 韓国産業標準（KS A 0062, KS M 6080）色塗料基準 |
| 空色   | 10B 6/8   |    | 許容限度△E=1以内 韓国産業標準（KS A 0062, KS M 6080）色塗料基準 |
| 濃い赤 | 7.5R 3/10 |    | 許容限度△E=1以内 韓国産業標準（KS A 0062, KS M 6080）色塗料基準 |

## 図案

### 注意標識

+形道路交差点あり
T形道路交差点あり
Y形道路交差点あり
ㅏ形道路交差点あり
ㅓ形道路交差点あり
優先道路
右合流交通あり
左合流交通あり
ロータリーあり
踏切あり
路面電車注意
右方屈曲あり
左方屈曲あり
右背向屈曲あり
左背向屈曲あり
二方向交通
上り急勾配あり
下り急勾配あり
幅員減少
右側車線数減少
左側車線数減少
右側通行
両側通行
中央分離帯始まり
中央分離帯終わり
信号機あり
すべりやすい
川辺道路
路面凹凸あり
ハンプあり
落石注意
横断歩道注意
子供に注意
自転車注意
道路工事中
飛行機注意
横風注意
トンネル注意
橋梁注意
動物が飛び出すおそれあり
危険
キュー

### 規制標識

通行止め
自動車通行止め
大型貨物自動車等通行止め
大型乗合自動車通行止め
二輪自動車・原動機付自転車通行止め
個人用移動機器なし
自動車、二輪自動車・原動機付自転車通行止め
耕運機・トラクターおよび手押し車通行禁止
自転車通行禁止
進入禁止
直進禁止
右折禁止
左折禁止
転回禁止
追い越し禁止
駐停車禁止
駐車禁止
重量制限
高さ制限
最大幅
車間距離確保
最高速度
最低速度
徐行
一時停止
ゆずれ
歩行者通行止め
危険物積載車両通行止め

### 指示標識

自動車専用道路
自転車専用道路
自転車及び歩行者専用
路面電車専用
ロータリー
直進
右折
左折
直進及び右折
直進及び左折
左折及び転回
左折及び右折
転回
両方向通行
右側面通行
左側面通行
進行方向別通行区分
迂回路
警笛鳴らせ
駐車場
自転車駐車場
歩行者専用道路
横断歩道
子供保護（子供保護区域内）
障碍者保護（障碍者保護区域内）
老人保護（老人保護区域内）
自転車横断路
一方通行
一方通行
一方通行
非保護（直進信号の時に）左折可能
バス専用通行帯
路面電車専用通行帯
多人数車両専用通行帯
通行優先
並進可
都市部

### 補助標識

区域
日
時間
時間
信号機の状態
前方優先道路
安全速度
気象状態
路面状態
交通規制
通行規制（スキップしないでください）
車両限定
標識説明（トンネル長さ258m）
解除
レッカー区域

### 削除

優先道路
泥はね注意
自転車注意
進入禁止
車両横断禁止
駐停車禁止
駐車禁止
スノータイヤ及びチェーン使用
安全地帯
安全地帯
歩行者専用道路
横断歩道
子供保護（横断歩道支店へ）
子供保護（横断歩道支店へ）
解除

## 道路案内標識
方向と距離を示す案内標識は、長方形で、濃い緑色の背景に白い文字の標識である。 都市部では、濃い青色の背景の案内標識がある。案内標識は通常、韓国語と英語で書かれている。2010年3月には、高速道路用の新しいタイプの案内標識が導入された。韓国道路公社は、高速国道（高速道路）上の古い案内標識を新しいものに変更している。この新しいタイプの案内標識は、出口の案内を基本とした標識であり、タイプフェイスがSandol Doropyojipanche（Sandol道路標示タイプフェイス）からHangilche（Hangilフォント）に変更されている。

距離を示す案内標識
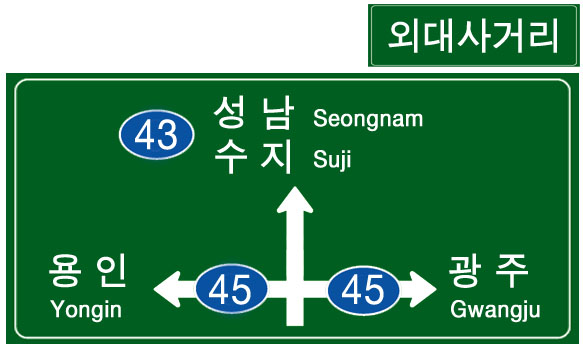
方向と距離を示す案内標識（右上は交差点名）
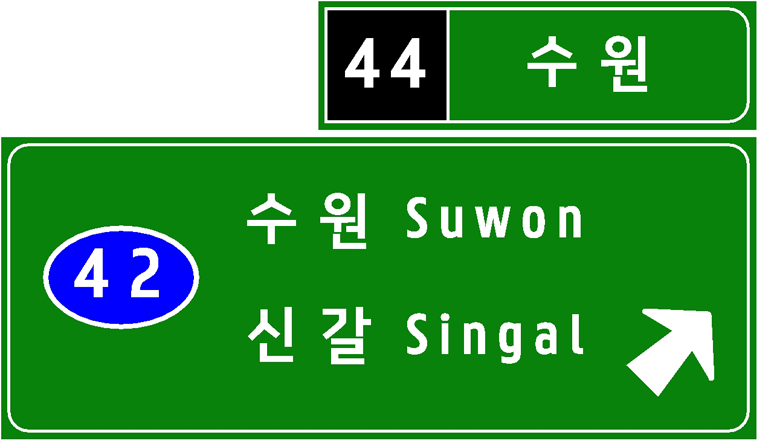
新しい高速道路の案内標識（2010年3月に導入）

## その他の標識

アジアハイウェイ路線標識

## 路面標識

中央線
Uターン区域線
車線
バス専用車道
路面電車専用車道
車道外側線
進路変更制限線1
進路変更制限線2
進路変更制限線3
路上障害物1
路上障害物2
右折禁止
左折禁止
直進禁止
左折・右折禁止
Uターン禁止
駐車禁止
駐停車禁止
速度制限
速度制限（子供保護区域）
ゆっくり
ゆっくり
とまれ
ゆずれ
平行駐車
直角駐車
斜め駐車
停止禁止部分
誘導1
誘導2
誘導3
誘導4
横断歩道予告
停止線
安全地帯
横断歩道1
横断歩道2
自転車横断帯
自転車専用道路
学校前・幼稚園前
進行方向1
進行方向2
進行方向3
進行方向と方面1
進行方向と方面2
非保護（直進信号の時に）左折可能
車線変更
登り坂傾斜面